# Липовец 1-й
Липовец 1-й — упразднённая в 2020 году деревня в Великоустюгском районе Вологодской области.
Входит в состав Верхнешарденгского сельского поселения, с точки зрения административно-территориального деления — в Верхнешарденгский сельсовет.
Расстояние по автодороге до районного центра Великого Устюга — 70,5 км, до центра муниципального образования Верхней Шарденьги — 24 км. Ближайшие населённые пункты — Осница, Орлов Починок, Москвин Починок.
По данным переписи в 2002 году постоянного населения не было.